# Изола-ди-Фондра
Изола-ди-Фондра (итал. Isola di Fondra) — коммуна в Италии, располагается в регионе Ломбардия, в провинции Бергамо.
Население составляет 184 человека (2008 г.), плотность населения составляет 14 чел./км². Занимает площадь 13 км². Почтовый индекс — 24010. Телефонный код — 0345.
Покровителем коммуны почитается святой Лаврентий, празднование 10 августа.

## Демография
Динамика населения:

## Администрация коммуны
- Официальный сайт: